# Sofia Kosacheva
Sofia Kosacheva es una bombera forestal rusa. Fundó una comunidad profesional dedicada a entrenar a bomberos voluntarios para hacer frente a la crisis de los grandes incendios forestales que está sufriendo Rusia en los últimos años.

## Biografía
Hasta el año 2010 fue maestra de canto de ópera, pero un encuentro con un grupo de bomberos hizo que abandonara su carrera profesional. Se formó como bombera y creó una comunidad de voluntarios para hacer frente al grave problema de incendios forestales que en los últimos años sufre su país. Para ayudarse en esta tarea, creó una base de datos en ruso con información sobre cómo prevenir y luchar contra estos desastres naturales.
A lo largo de su carrera como bombera ha ayudado a detener cientos de fuegos y durante algún tiempo colaboró con Greenpeace,  hasta que el Kremlin catalogó a esta organización como «organización indeseable» y su filial en Rusia fue desarticulada.
En 2023 fue reconocida por la BBC en su lista anual de 100 mujeres inspiradoras e influyentes del mundo. Junto con la activista Daria Serenko son las dos únicas rusas que aparecen en la lista de la BBC de 2023.